# Доња Влахиничка
Доња Влахиничка (до 1991. године Доња Влахинићка) је насељено место у општини Поповача, у Мославини, Хрватска, пре нове територијалне организације у саставу бивше велике општине Кутина.

## Становништво
На попису становништва 2011. године, Доња Влахиничка је имала 551 становника.

## Попис1991.
На попису становништва 1991. године, насељено место Доња Влахинићка је имало 469 становника, следећег националног састава:
| Попис 1991.‍  | Попис 1991.‍  | Попис 1991.‍ | Попис 1991.‍ | Попис 1991.‍ |
| ------------ | ------------ | ----------- | ----------- | ----------- |
|              |              |             |             |             |
| Хрвати       | Хрвати       |             | 439         | 93,60%      |
| Срби         | Срби         |             | 5           | 1,06%       |
| Украјинци    | Украјинци    |             | 5           | 1,06%       |
| Чеси         | Чеси         |             | 2           | 0,42%       |
| Муслимани    | Муслимани    |             | 1           | 0,21%       |
| неопредељени | неопредељени |             | 8           | 1,70%       |
| непознато    | непознато    |             | 9           | 1,91%       |
| укупно: 469  |              |             |             |             |